# إن زغمير
بلدية من بلديات ولاية أدرار.